# Maggie Reilly
Maggie Reilly (Glasgow, 15 september 1956) is een Schotse zangeres. Ze was de leadzangeres van de blues-rockband Cado Belle uit Glasgow in de jaren 70. De band heeft één album opgenomen, genaamd Cado Belle, dat is uitgebracht in 1976.
Ze is voornamelijk bekend geworden door haar samenwerking met Mike Oldfield tussen 1980 en 1984. In die tijd trad ze live op met de band van Oldfield, en zong ze ook op de bekendste hits van hem, zoals Family Man, Moonlight Shadow en To France. Ze heeft ook samengewerkt met onder meer Jack Bruce, Simon Nicol (Fairport Convention), Runrig, The Sisters of Mercy en Smokie.

## Discografie
- Echoes, 1992
- Midnight Sun, 1993
- All the mixes, 1996
- Elena, 1996
- Elena: The Mixes, 1997
- The Best of Maggie Reilly: There and Back Again, 1998
- Starcrossed, 2000
- Save It for a Rainy Day, 2002
- Rowan, 2006
- Looking Back, Moving Forward, 2009
- Heaven Sent, 2013
- Starfields, 2019
- Past Present Future, 2021
- Rowan, 2022

## Hitnoteringen
| Single met eventuele hitnotering(en) in de Nederlandse Top 40 | Datum van verschijnen | Datum van binnenkomst | Hoogste positie | Aantal weken | Opmerkingen                                                      |
| ------------------------------------------------------------- | --------------------- | --------------------- | --------------- | ------------ | ---------------------------------------------------------------- |
| Moonlight Shadow                                              | 1983                  | 25-06-1983            | 2               | 11           | met Mike Oldfield / Nr.1 Nationale Hitparade / Nr. 2 TROS Top 50 |
| To France                                                     | 1984                  | 30-06-1984            | 3               | 9            | met Mike Oldfield / TROS Paradeplaat Hilversum 3                 |
| What About Tomorrow's Children                                | 1991                  | 04-05-1991            | 35              | 3            | Nr. 30 Nationale Top 100                                         |
| Engel Wie Du                                                  | 1994                  | 25-02-1995            | 34              | 3            | met Juliane Werding en Viktor Lazlo / Nr. 25 Mega Top 50         |
| To France (The mixes)                                         | 1996                  | 05-04-1997            | 30              | 3            | Dancesmash op Radio 538                                          |

### NPO Radio 2 Top 2000
| Nummers met noteringen in de NPO Radio 2 Top 2000 | '99 | '00  | '01  | '02  | '03  | '04  | '05  | '06  | '07 | '08  | '09  | '10  | '11 | '12 | '13  | '14 | '15 | '16  | '17  | '18  | '19 | '20 | '21 | '22 | '23 | '24 |
| ------------------------------------------------- | --- | ---- | ---- | ---- | ---- | ---- | ---- | ---- | --- | ---- | ---- | ---- | --- | --- | ---- | --- | --- | ---- | ---- | ---- | --- | --- | --- | --- | --- | --- |
| Moonlight Shadow (met Mike Oldfield)              | 207 | 276  | 139  | 318  | 373  | 428  | 444  | 442  | 660 | 431  | 604  | 539  | 652 | 680 | 657  | 819 | 846 | 1068 | 1122 | 1024 | 908 | 870 | 902 | 914 | 871 | 914 |
| To France (met Mike Oldfield)                     | -   | 1084 | 1060 | 1552 | 1315 | 1457 | 1522 | 1827 | -   | 1826 | 1999 | 1877 | -   | -   | 1869 | -   | -   | -    | -    | -    | -   | -   | -   | -   | -   | -   |

1. ↑  Een '-' betekent dat het nummer niet was genoteerd en een vetgedrukt getal geeft de hoogste notering van een nummer aan.